# Will McDonald
Will McDonald, född 21 september 1999, är en australisk skådespelare.
McDonald har bland annat medverkat i TV-serierna Heartbreak High och Home and Away.

## Filmografi (i urval)
- 2012–2019 – Home and Away (TV-serie)
- 2022–2024 – Heartbreak High (TV-serie)